# 束砂

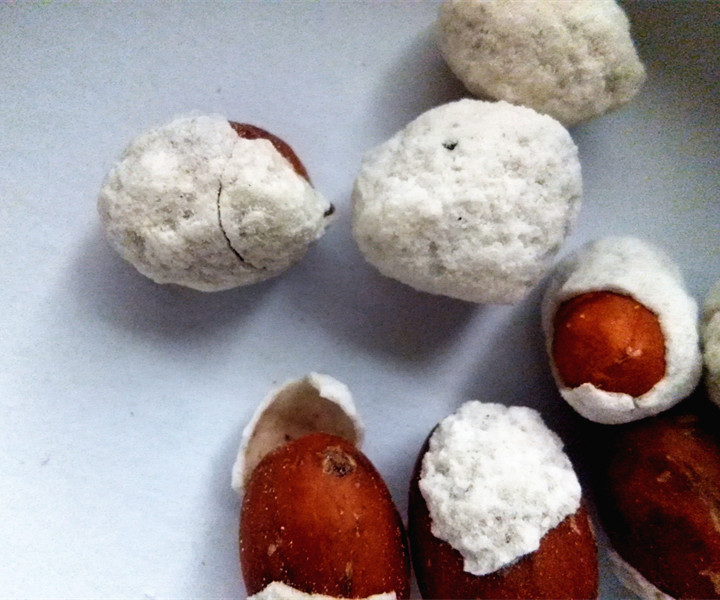
束砂

束砂，又叫粉鸟卵、天公豆或糖皮花生，是潮汕地区一种具有地方特色的传统食品，制作方法是将炒熟的花生米與炼煮过的白糖浆搅拌，使其披上一层糖衣。如今市面上的生产厂家為提高效率，多改用电热的方式来炒花生，并改用半自动生产线来制作。束砂有纯白色的，也有染上粉紅色的。汕头潮南区仙城镇的仙城束砂最负盛名，而束砂据说是仙城人赵嘉合在清朝同治年间发明并命名的。
在潮汕，束砂常于饮工夫茶时作为茶配，或作爲節日的禮品或祭品。